# 平田政一
平田 政一（ひらた まさかず、1965年7月11日 - ）は、日本の元競泳選手。専門はバタフライ。東京都出身。

## 経歴
調布市立第三中学校、八王子高等学校、拓殖大学出身。金子SS所属。
1982年アジア競技大会では200mバタフライで銅メダルを獲得した。
1985年パンパシフィック水泳選手権では200mバタフライに出場し、B決勝2位となった。
日本選手権水泳競技大会では200mバタフライで1982年から1985年まで4連覇を達成している。